# Adrià Collado
Adrià Collado (ur. 3 sierpnia 1972 w Barcelonie) – kataloński aktor i model oraz przedsiębiorca.

## Życiorys

### Wczesne lata
Po ukończeniu Curso de Orientación Universitaria, studiował historię, geografię i antropologię na Uniwersytecie Autonomicznym w Barcelonie, gdzie jego koledzy namówili go do podjęcia zawodu aktora, by przezwyciężył swoją nieśmiałość. Uczęszczał na zajęcia w Estudi Nancy Tuñón w Katalonii i kursy aktorskie. 

### Kariera
Pracował jako model. Początkowo występował w teatrze, m.in. w spektaklach: Christophera Marlowe Edward II i Salvats. Karierę filmową zapoczątkował udziałem w dramacie Przechodzień (Transeúntes, 1994), a następnie dostał role w takich serialach kanału Lo + Plus takich jak Oh, Hiszpania (Oh, Espanya, 1996), Saga rodu Clark (La saga de los Clark, 1997). Zagrał postać Carlosa w filmie muzycznym Alana Parkera Evita (1996) u boku Madonny i Antonio Banderasa.

## Wybrana filmografia

### Filmy fabularne
- 1994: Przechodzień (Transeúntes)
- 1996: Evita jako Carlos
- 1998: Mensaka, páginas de una historia jako Fran
- 1999: Dlaczego nie ja? (Pourquoi pas moi?) jako Manuel
- 1999: Przetrwać (Sobreviviré) jako Roberto
- 1999: Serce wojownika (El corazón del guerrero) jako Adolfo del Pozo
- 2001: Buñuel i stół króla Salomona (Buñuel y la mesa del rey Salomón) jako Federico García Lorca
- 2003: Ładunek strachu (Cámara oscura) jako Víctor
- 2006: Filmy, które nie dadzą ci zasnąć: Apartament (Películas para no dormir: Para entrar a vivir, TV) jako Mario
- 2006: KM 31: Kilómetro 31 jako Nuno
- 2008: Żona anarchisty (La mujer del anarquista) jako Francisco
- 2010: Desechos jako Marcelo
- 2010: Magiczna podróż do Afryki (Magic Journey To Africa) jako ojciec Jany
- 2013: Popiół (Cenizas, TV) jako Rafa
- 2014: Perdona si te llamo amor jako Enrique
- 2014: Dos a la carta jako Óscar
- 2016: Km 31-2 jako Nuño Alcazar

### Seriale TV
- 1996: Oh, Hiszpania (Oh, Espanya)
- 1997: Saga rodu Clark (La saga de los Clark)
- 2003-2006: Aquí no hay quien viva jako Fernando Navarro
- 2007: Cuestión de sexo jako Toni
- 2007-2013: La que se avecina jako Sergio Arias